# 吴天威
吴天威, 历史学家，日本侵华史研究专家。辽宁沈阳人。
吴天威1945年毕业于金陵大学历史系，1952年赴美留学，获马里兰大学博士学位。后任南依利诺大学历史系教授。由于他的历史研究对社区作出的贡献，2004年和工会领袖约翰逊一起获美国退伍军人会颁发的“终身社区服务奖”。
- 创办《日本侵华研究》刊物。
- 创办“日本侵华研究协会”。
- 在美国加利福利亚发起建立了海外第一个“日本侵华浩劫纪念馆”。纪念馆由贝聿铭设计。现任馆长熊玮博士。